# Marie-Hélène Lafon
Pour les articles homonymes, voir Lafon.
Marie-Hélène Lafon est une professeure agrégée et écrivaine française, née le 1er octobre 1962 à Aurillac (Cantal). Elle est lauréate de nombreux prix littéraires dont le prix Goncourt de la nouvelle en 2016 et le prix Renaudot en 2020. Son œuvre est en partie consacrée au Cantal dont elle est originaire.

## Biographie
Marie-Hélène Lafon est originaire du Cantal, où elle a vécu jusqu'à ses 18 ans. Son père Jean Lafon et sa mère, Jeanne, sont paysans. Elle est élève à l'Institution Saint-Joseph (collège) puis à La Présentation Notre-Dame (lycée) deux pensionnats religieux de Saint-Flour.
Son département d'origine, le Cantal, et sa rivière, la Santoire, sont le décor de la majorité de ses romans,.
Elle part ensuite étudier à Paris, à l'université Paris-Sorbonne, où elle obtient une maîtrise de latin et le CAPES de lettres modernes. Elle obtient ensuite un diplôme d'études approfondies (DEA) à l' université Paris III-Sorbonne Nouvelle puis un doctorat ès lettres à l'université Paris VII-Denis Diderot. Elle a consacré sa thèse à Henri Pourrat, ethnologue et écrivain auvergnat. Elle devient agrégée de grammaire en 1987. Elle enseigne le français, le latin et le grec dans le collège Saint-Exupéry dans le 14e arrondissement de Paris, en banlieue parisienne, puis à Paris, où elle vit. Célibataire et sans enfant, elle déclare n'en avoir « jamais voulu ».

## Œuvre littéraire
Son premier roman Le Soir du chien est récompensé par le prix Renaudot des lycéens en 2001. Cet ouvrage est sa première publication, mais elle avait précédemment écrit des nouvelles — pour lesquelles elle ne trouvait pas d'éditeur — dont Liturgie, Alphonse et Jeanne, qui seront publiées l'année suivante dans le recueil Liturgie, récompensé par le prix Renaissance de la Nouvelle en 2003.
Dans ses ouvrages, elle fait parfois référence « aux lectures qui [l]’ont nourrie, aux auteurs, aux langues surtout, Louis Calaferte, Gustave Flaubert, Jean Genet… ».
En 2015, le téléfilm L'Annonce est adapté de son roman publié en 2009, réalisé par Julie Lopes-Curval, avec Alice Taglioni et Éric Caravaca, produit par Arte. Elle s'est rendue sur le lieu du tournage auvergnat enneigé, dans le Puy-de-Dôme.
En 2017, à l'occasion de la parution de Nos vies, elle accorde un entretien à Alex Delusier pour l'émission J'irai cracher sur vos ondes (radio C lab) dans lequel elle explique que c'est son « premier chantier exclusivement parisien », et sur le style de ce texte, où l'usage du mode conditionnel est très important : elle affirme qu'il est « le potentiel narratif du conditionnel » comme « jeu des formes verbales ».
En 2019, paraît une série d'entretiens, Le Pays d'en haut, qu'elle avait accordés à Fabrice Lardreau, dans lesquels elle propose un manifeste de la littérature contemporaine tournée vers les « vies » de la campagne, élevées au rang de mythologie. Elle y fait aussi un retour sur les lectures qui l'ont faite et sur celles qui la font.
Elle obtient le prix Renaudot le 30 novembre 2020, pour son roman Histoire du fils. Avec cette fresque familiale sur trois générations, elle rencontre un grand succès public, dépassant les 100 000 exemplaires vendus.

## Ouvrages

### Romans
- Le Soir du chien, Éditions Buchet-Chastel, Paris, 2001, roman, 144 p.  (ISBN 978-2-283-01853-8)Prix Renaudot des lycéens, réédition Paris, Éditions du Seuil, coll. « Points » no 1286, 2005, 147 p. (ISBN 2-02-063269-1).
- Sur la photo, 2003, roman, 152 p.  (ISBN 978-2-283-01904-7)
- Mo, Éditions Buchet/Chastel, Paris, 2005, roman, 147 p.
- Les Derniers Indiens, Éditions Buchet-Chastel, Paris, 2008, roman, 204 p.  (ISBN 978-2-283-02231-3)
- L'Annonce, Éditions Buchet-Chastel, Paris, 2009, roman, 208 p.  (ISBN 978-2-283-02348-8)Traduit en allemand en 2020 Die Annonce (Rotpunktverlag, traduction Andrea Spingler).
- Les Pays, Éditions Buchet-Chastel, Paris, 2012, roman, 208 p.  (ISBN 978-2-283-02477-5)
- Joseph[14], Éditions Buchet-Chastel, Paris, 2014, roman, 144 p.  (ISBN 978-2-283-02644-1)
- Nos vies, Éditions Buchet-Chastel, Paris, 2017, roman, 192 p.  (ISBN 978-2-283-02976-3)
- Histoire du fils, Éditions Buchet-Chastel, Paris, 2020, roman, 176 p. (ISBN 978-2-283-03280-0)Prix Renaudot[15],[16]. Traduit en allemand en 2022 Geschichte des Sohnes (Rotpunktverlag, traduction Andrea Spingler)
- Les Sources, Éditions Buchet-Chastel, Paris, 2023, roman, 128 p. (ISBN 978-2-283-03660-0)

### Nouvelles et textes courts
- Liturgie : nouvelles, Paris, Éditions Buchet-Chastel, 2002, 138 p.  (ISBN 2-283-01893-5).
- Organes : nouvelles, Paris, Éditions Buchet-Chastel, 2006, 133 p.  (ISBN 978-2-283-02095-1).
- La Maison Santoire, Saint-Pourçain-sur-Sioule, France, Bleu autour, 2008, 16 p.  (ISBN 978-2-283-02477-5).
- Gordana, illustré par Nihâl Martli : nouvelle. Paris, Éditions du Chemin de fer, 2012, 60 p.  (ISBN 978-2-916130-41-5).
- Album, Paris, Éditions Buchet-Chastel, 2012, 112 p.  (ISBN 978-2-283-02572-7).
- Traversée, Paris, Éditions Créaphis, Facim, 2013, 46 p.  (ISBN 978-2-35428-073-4) ; rééd., éditions Paulsen, 2015.
- Histoires, Paris, Éditions Buchet-Chastel, 2015, 312 p.  (ISBN 978-2-283-02903-9). Ce volume rassemble l'ensemble des nouvelles de l'auteur.
- Histoires de casquettes, Saint-Florent-Le-Vieil, Les Cahiers de la Maison Julien Gracq, 2015, 20 p,  (ISBN 978-2-9554077-0-7)
- Les Étés, La guêpine, 2016, 24 p. (ISBN 978-2-9544894-5-2).
- La demie de six heures, La guêpine, 2017, 32 p.  (ISBN 978-2-9544894-8-3)
- Les Étés, dans 13 à table ! 2022, Paris : Pocket n° 18272, novembre 2021, p. 121-138[17]. Bien que publié sous le même titre que la publication de 2016, il s'agit d'un texte totalement différent.   (ISBN 978-2-266-31648-4)
- Les Corps étrangers, La guêpine, 2022, 32 p. Réunit deux textes précédemment parus dans la revue Jim en 2004 et 2005 aux éditions Bleu Autour. (ISBN 978-2-491485-17-7)
- Samedi soir, dans 13 à table ! 2025, Paris : Pocket n° 19476, novembre 2024, p. 97-109.   (ISBN 978-2-266-34491-3)
- Vie de Gilles, les éditions du chemin de fer, 2025

### Essais et entretiens
- Chantiers, Paris, Éditions des Busclats, 2015, 120 p.  (ISBN 978-2-36166-032-1).
- Millet, pleins et déliés, Lille, Éditions Invenit, 2017, 49 p.  (ISBN 978-2376800064).
- Flaubert : pages choisies, Paris, Éditions Buchet-Chastel, 2018, 176 p. (ISBN 978-2-283-03091-2).
- Le Pays d'en haut : entretiens avec Fabrice Lardreau, Paris, Éditions Arthaud, 2019, 143 p.  (ISBN 2-08-144383-X).
- Cézanne. Des toits rouges sur la mer bleue, Paris, Éditions Flammarion, 2023, 176 p.  (ISBN 978-2-08-042135-7).

## Décoration
- Chevalier de l'ordre des Arts et des Lettres (23 novembre 2022)

## Prix et distinctions
- Prix Renaudot des lycéens 2001 pour Le Soir du chien.
- Auteur sélectionné au Festival du premier roman 2002 pour Le Soir du chien[18].
- Prix Renaissance de la Nouvelle 2003 pour Liturgie.
- 2009 pour L'Annonce :
  - Prix Page des libraires[19].
  - Prix Paroles d'encre[20].
  - Prix Marguerite-Audoux.
  - Prix La Montagne / Terre de France 2009 (foire du livre de Brive-la-Gaillarde)[21].
  - Sélection Prix Femina.
  - Finaliste Prix Renaudot.
- Prix du Style 2012 pour Les Pays[22].
- Globe de cristal 2013 pour Les Pays.
- Prix Arverne 2013 pour Les Pays[23].
- Finaliste Prix Femina 2014 pour Joseph[24].
- Prix Goncourt de la nouvelle 2016 pour Histoires.
- Grand Prix SGDL pour l'Œuvre 2020.
- Prix Renaudot pour Histoire du Fils en 2020[25].
- Prix des libraires de Nancy – Le Point pour Histoire du Fils en 2020[26]
- Le 28 janvier 2025, elle est nommée présidente du jury du Prix du Livre Inter 2025

## Hommage
La bibliothèque universitaire de Lettres, Langues et Sciences humaines de l'université Clermont-Auvergne a été rebaptisée en son honneur en octobre 2021.

## Adaptation de son œuvre
En 2016 est diffusé L'Annonce, téléfilm adapté de son roman éponyme de 2009. Il est réalisé par Julie Lopes-Curval, avec Alice Taglioni et Éric Caravaca, et produit par Arte.